# Oliver Glöden
Oliver Glöden (* 14. Mai 1978 in Schwedt) ist ein ehemaliger professioneller deutscher Fußballspieler.

## Karriere
Bekanntheit erlangte er unter anderem durch seine Körpergröße von 2,03 Metern, damit war Oliver Glöden einer der größten Spieler im deutschen Profifußball und spielte hauptsächlich im zentralen Mittelfeld.
In seiner Jugendzeit spielte er für den SV Falkensee-Finkenkrug, den SC Staaken und den Spandauer BC 06. Im Jahr 1997 wechselte er zum Spandauer SV und sammelte dort erste Erfahrungen in der Regionalliga Nordost. Nach der Saison 1997/98 wechselte er zur zweiten Mannschaft von Hertha BSC, wo er bis zum Ende der Saison 1999/2000 spielte. Nach weiteren Stationen beim VfB Lübeck (Saison 2000/01), dem 1. SC Göttingen 05 (Saison 2001/02) und dem SC Paderborn 07 (Saison 2002/03) wechselte er zur Saison 2003/04 zum Karlsruher SC in die 2. Bundesliga. Dort kam er jedoch nur einmal zum Einsatz, sodass er bereits in der Winterpause der Saison 2003/04 zurück in die Regionalliga zum FC Rot-Weiß Erfurt wechselte. Mit den Thüringern schaffte er den Aufstieg in die 2. Bundesliga und bestritt in der folgenden Saison 21 Zweitligaspiele für Erfurt. Nach dem sofortigen Wiederabstieg aus der 2. Bundesliga wechselte er zur Saison 2005/06 zu Kickers Emden. Dort wurde er zum Leistungsträger und Kapitän der Regionalligamannschaft. Ab der Saison 2006/07 stand er beim Nord-Regionalligisten Rot Weiss Ahlen unter Vertrag, für den er 38 Spiele absolvierte und dabei drei Tore erzielte. Nach dem Wechsel zum SC Roland Beckum zur Saison 2008/09 schloss er sich im März 2009 dem SC Verl in der Regionalliga West an. In der Saison 2009/10 spielte Oliver Glöden beim Bezirksligisten VfL Sassenberg und wechselte am Saisonende zum Regionalligisten Preußen Münster, mit dem er am Saisonende 2010/11 in die 3. Liga aufstieg.
Am 3. Juli 2011 wurde er als Neuzugang bei Rot Weiss Ahlen vorgestellt. Damit kehrte er nach drei Jahren zum inzwischen nur noch fünftklassigen NRW-Ligisten zurück. Am 19. Januar 2012 wechselte er zur Hammer SpVg.
Von Juli 2014 bis Juni 2016 war er Spielertrainer des Bezirksligisten Warendorfer SU. Im Oktober 2021 wurde bekannt, dass er das Traineramt bei Aramäer Ahlen übernahm. Nach seiner Profikarriere absolvierte er eine Ausbildung zum Erzieher und den Beruf in einem Kindergarten ausübt.
Insgesamt kam Oliver Glöden in 22 Spielen in der 2. Bundesliga zum Einsatz. Er absolvierte weitere 181 Spiele in der Regionalliga, in denen er 21 Tore erzielte, und hatte fünf Einsätze in DFB Pokalspielen.